# أليسيا غونزاليس
أليسيا غونزاليس (بالإسبانية: Alicia González)‏ (20 أكتوبر 1990 بفياروبليدو في إسبانيا - ) هي لاعبة كرة قدم إسبانية في مركز الوسط. لعبت مع Levante UD Femenino ‏.